# Horacio Quiroga
Horacio Silvestre Quiroga Forteza (Salto, 31 de dezembro de 1878 — Buenos Aires, 19 de fevereiro de 1937) foi um escritor uruguaio famoso por seus contos, que geralmente tratavam de eventos fantásticos e macabros na linha de Edgar Allan Poe e de temas relacionados à selva, sobretudo da região de Misiones, na Argentina, onde Quiroga passou parte da vida. 
Sua vida foi bastante atribulada: a morte do pai quando ele tinha 4 anos, o suicídio do padrasto, a morte do melhor amigo com um tiro acidental disparado por ele, o suicídio da esposa. 
Sua obra mais famosa são os Cuentos de amor de locura y de muerte (1917; título sem vírgula no original), na qual se encontra o célebre conto A Galinha Degolada.
Em 1937, após ter sido diagnosticado com câncer, Quiroga cometeu suicídio, ingerindo uma dose letal de cianeto.

## Obra
Seguidor da escola modernista fundada por Rubén Darío e leitor obsessivo de Edgar Allan Poe e Guy de Maupassant, Quiroga foi atraído por temas que incluíam os mais estranhos aspectos da natureza, muitas vezes tingidos de horror, doença e sofrimento para os seres humanos. Muitas de suas histórias pertencem a esta corrente, cuja obra mais emblemática é a coletânea Contos de Amor, de Loucura e de Morte.
Por outro lado, percebe-se em Quiroga, a influência do britânico Rudyard Kipling (O Livro da Selva), que se cristalizaria em seu próprio Contos da Selva, delicioso exercício de fantasia dividido em várias histórias protagonizadas por animais. Seu Decálogo do perfeito contista, dedicado aos escritores novatos, estabelece certas contradições com sua própria obra. Enquanto o Decálogo prega um estilo econômico e preciso, empregando poucos adjetivos, escrita natural e simples e clareza na expressão, em muitas de suas histórias Quiroga não segue seus próprios preceitos e usa uma linguagem ornamentada, com abundantes adjetivos e um vocabulário, às vezes, extravagante.
Ao desenvolver ainda mais seu estilo particular, Quiroga evoluiu para o retrato realista (quase sempre angustiado e desesperado) da natureza selvagem que o rodeava em Misiones: a selva, o rio, a fauna, o clima e o terreno formam o andaime e o cenário em que seus personagens se movem, padecem e frequentemente, morrem. Especialmente em seus relatos, Quiroga descreve, com arte e humanismo, a tragédia que persegue os miseráveis trabalhadores rurais da região, os perigos e sofrimentos a que se veem expostos e o modo pelo qual essa dor existencial se perpetua nas gerações seguintes. Além disso, ele tratou de muitos assuntos considerados tabus na sociedade do início do século XX, revelando-se um escritor audacioso, alheio ao medo e avançado em suas ideias e tratamentos. Atualmente, estas particularidades seguem sendo evidentes na leitura de seus textos.
Alguns estudiosos da obra de Quiroga acreditam que o fascínio pela morte, acidentes e doenças (que o relaciona com Edgar Allan Poe e Baudelaire) se deve à vida incrivelmente trágica que teve. Sendo isto verdade ou não, Horácio Quiroga, de fato, deixou para a posteridade algumas das mais terríveis, brilhantes e transcendentais obras da literatura hispano-americana do século XX.